# Luis Castagnari
Luis Darío José Castagnari (19 de marzo de 1949, General Cabrera, Provincia de Córdoba, Argentina-29 de mayo de 1982, Puerto Argentino/Stanley, islas Malvinas) fue un militar argentino perteneciente a la Fuerza Aérea Argentina que murió en combate en la guerra de las Malvinas.
Con el grado de primer teniente participó de la guerra formando parte del Grupo de Operaciones Especiales de la Fuerza Aérea.

## Biografía
Luis Castagnari nació el 19 de marzo de 1949 en General Cabrera, Provincia de Córdoba, Argentina.
Formó pareja con María Cristina Scavarda y tuvo cinco hijos: Gustavo, Martín Adolfo, Walter Rodolfo, Guillermo Oscar y Roxana Patricia.

## Carrera militar
Ingresó como cadete en la Escuela de Aviación Militar en febrero de 1969 y egresó como alférez del cuerpo comando en diciembre de 1972. destinado al Grupo 1 de Vigilancia y Control Aéreo, el Área Material Río Cuarto y la Base Aérea Militar Río Gallegos.
Integrando el Grupo de Operaciones Especiales luchó en la guerra de las Malvinas.

## Fallecimiento
Falleció en la noche del 29 de mayo de 1982, en las cercanías de Puerto Argentino, en medio de un intenso bombardeo inglés y tratando de poner a salvo a sus ocho compañeros.
Recibió la medalla al Valor en Combate póstumamente.
Su familia viajó a las Malvinas para tomar posesión de sus restos. En Argentina la Fuerza Aérea lo recibió con honores. Se cremaron sus restos y las cenizas fueron puestas en la parroquia Sagrado Corazón de Río Cuarto, junto a las de su hijo Gustavo.